# Sietas Typ 81
Der Typ 81 ist ein Container-Feederschiffstyp der Sietas-Werft in Hamburg-Neuenfelde.

## Geschichte

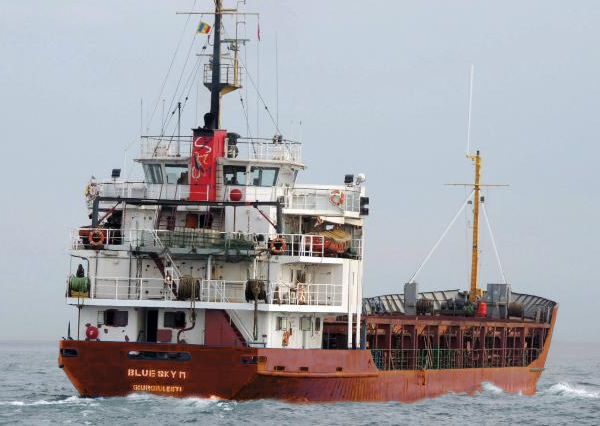
Die Blue Sky M (ehemals Seefalke)

Die Baureihe wurde ab Anfang der 1970er Jahre von verschiedenen Reedereien in Auftrag gegeben. Von Ende 1973 bis Frühjahr 1977 entstanden 22 Einheiten, davon mehrere auf der 1972 von Sietas übernommenen Norderwerft. Eingesetzt wurde der Typ 81 anfangs vorwiegend auf europäischen Containerzubringerdiensten, wo er bald zu einem Standardschiff wurde, sowie in der Holzfahrt. Heute findet man die wenigen verbliebenen und zum Teil umgebauten Schiffe weltweit in der Küstenfahrt.
Das Typ-81-Schiff Heinrich Behrmann lief am 9. November 2001 am Strand des belgischen Seebads Blankenberge auf Grund, nachdem die Ruderanlage ausgefallen war. Dabei verlor das Schiff vier der etwa 80 Container, die es transportierte. In der Nacht zum 11. November 2001 konnten Schlepper die Heinrich Behrmann in den Hafen von Zeebrügge ziehen, nachdem die Mannschaft 50 Tonnen Treibstoff abgepumpt hatte, um das Schiff leichter zu machen.
Die Blue Sky M wurde am 31. Dezember 2014 mit 970 überwiegend syrischen Flüchtlingen an Bord von Einheiten der italienischen Küstenwache nach Gallipoli eingebracht, nachdem die Besatzung das Schiff in der Straße von Otranto verlassen hatte. Die zum Viehtransporter umgebaute Youzarsif H (ehemals Jan Kahrs) kollidierte am 27. April 2017 im Schwarzen Meer mit dem russischen Aufklärungsschiff Liman, das anschließend sank.

## Technik

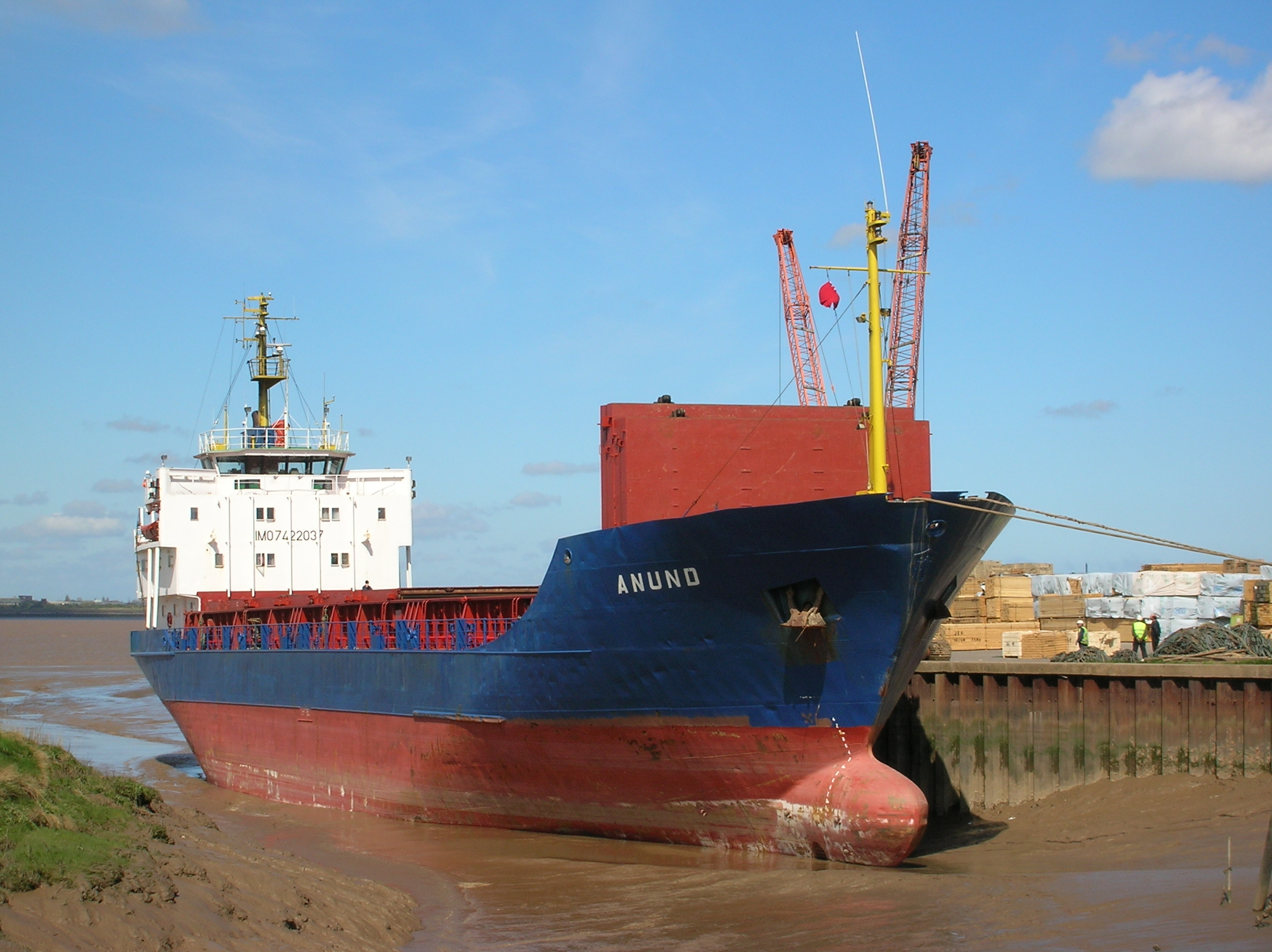
Die Anund (ehemals Odin)

Die Schiffe des Typs 81 entstanden in Sektionsbauweise und besitzen eisverstärkte Rümpfe. Innerhalb der Baureihe werden keine Untertypen unterschieden, obwohl die Einheiten zum Teil unterschiedliche Transportkapazitäten und verschieden gestaltete Deckshäuser besitzen. Die zwei kastenförmigen Laderäume (box-shaped) der ersten gefertigten Schiffe besaßen einen Getreide-Rauminhalt von rund 4.450 m³, die der später gebaute Schiffe rund 4.750 m³. Die Laderäume sind für den Transport von Containern und Gefahrgutcontainern ausgerüstet, auf die serienmäßige Ausrüstung mit Cellguides wurde aber verzichtet. Durch die Form der Laderäume ist der Schiffstyp auch in der Zellulose- oder Paketholzfahrt einsetzbar. Darüber hinaus ist die Tankdecke für die Stauung von Schwergut verstärkt. Es wurden schwergutverstärkte hydraulisch betätigte Faltlukendeckel verwendet. Die ersten Schiffe der Baureihe besaßen eine Containerkapazität von 143 20-Fuß-Standardcontainer (TEU), später gefertigte Einheiten von 150 TEU oder alternativ von 72 40-Fuß-Standardcontainer plus fünf TEU. Nachträglich erhöhte man die Kapazität einzelner Schiffe durch Umbauten auf bis zu 165 TEU.
Angetrieben werden die Schiffe des Typs 81 von Viertakt-Dieselmotoren verschiedener Hersteller, die bei einigen Schiffen mit einem Wendegetriebe auf einen Festpropeller, bei der Mehrzahl der Schiffe jedoch auf einen Verstellpropeller wirken. Die An- und Ablegemanöver werden durch ein Bugstrahlruder unterstützt.
Alle Schiffe der Baureihe wurden werftseitig ohne Ladegeschirr abgeliefert. Die Hove, Elbstrom und Jacob Becker erhielten nachträglich je zwei verfahrbare 12-Tonnen-Kräne, die in den 1980er Jahren bei allen drei Schiffen wieder demontiert wurden. In den 1990er Jahren rüstete man die ehemalige Elbstrom erneut mit zwei verfahrbaren Kränen aus, die sie anschließend dauerhaft behielt. Die Baltic Sea (ehemals Carina) wurde 1989 durch den Einbau einer Seitenpforte und eines 25-Tonnen-Krans zum LoRo-Schiff umgerüstet. Die Nautilus baute man von Mai bis Juli 1996 in Santander für den Transport von Kohlenstoffdioxid zum Flüssiggastanker Hydrogas III um, drei weitere Schiffe nachträglich zu Viehtransporter. Im Herbst 2008 ließ das Unternehmen DK Group die ehemalige Osteclipper auf der Gryfia-Werft in Stettin als Versuchsschiff ACS Demonstrator mit einem Luftschmierungssystem (Air Cavity System) ausgerüstet.

## Die Schiffe

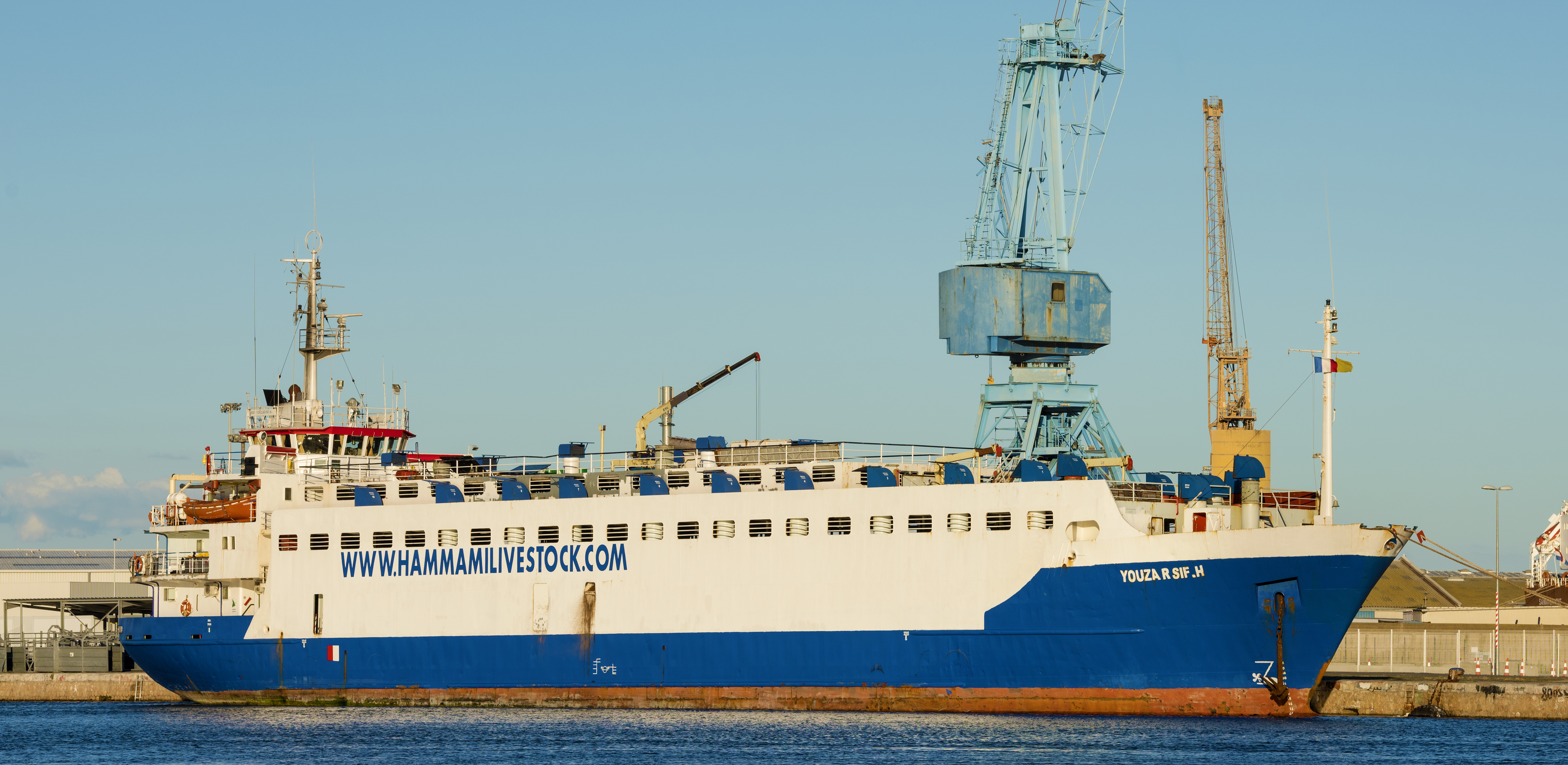
Tiertransporter Youzarsif H (ehemals Jan Kahrs)

| Sietas Typ 81                                             | Sietas Typ 81 | Sietas Typ 81 | Sietas Typ 81          | Sietas Typ 81                        | Sietas Typ 81 | Sietas Typ 81 |
| Bauname                                                   | Bau- nummer   | IMO- Nummer   | Stapellauf Ablieferung | Auftraggeber                         | Umbenennungen und Verbleib |               |
| --------------------------------------------------------- | ------------- | ------------- | ---------------------- | ------------------------------------ | --- | ------------- |
| Anna Becker                                               | 700           | 7349895       | 27.11.1973 29.12.1973  | Bernd Becker, Königreich             | abgeliefert als Scol Enterprise → 1977 Anna Becker → 1977 Killarney → 1979 Anna Becker → 1984 Rendsburg → 1990 Gerina → 1998 Elenamaria, am 11. Mai 1999 im Hafen von Piräus infolge eines Beladungfehlers am Keratsini-Containerterminal gekentert und gesunken          |               |
| Osteland                                                  | 693           | 7361764       | 21.12.1973 25.01.1974  | Schiffahrtskontor Oste, Hemmoor      | 1975 Thunar → 1976 Osteland → 1979 Nic Trader → 1979 Osteland → 1982 Achat → 1989 Gerlena → 1998 Manila, Zustand 2023 unklar |               |
| Ute Wulff                                                 | 670           | 7361609       | 06.03.1974 10.04.1974  | Hermann Wulff, Steindeich            | abgeliefert als American Apache → 1977 Galway → 1979 Ute Wulff → 1980 Aros Olympic → 1981 Cranz → 1990 Leana → 1995 Nautila, am 12. Juni 2003 etwa eine Stunde nach dem Auslaufen aus Lissabon infolge Wassereinbruchs gesunken                                           |               |
| Bell Vantage                                              | 746           | 7361661       | 22.03.1974 19.04.1974  | Horst Zeppenfeld, Bremen             | 1978 Vantage → 1993 Corinna → am 12. August 2000 Brand an Bord und daraufhin nach Miami geschleppt, wo das Schiff als Totalverlust verbucht wurde und bis 2003 verblieb → 2004 Gloria T, ab 2018 Auflieger in Georgetown, Zustand 2023 unklar                             |               |
| Osteclipper                                               | 697           | 7429279       | 08.04.1975 07.05.1975  | Schiffahrtskontor Oste, Hemmoor      | 1978 Nic Clipper → 1979 Osteclipper → 1986 Ulla → 1989 Svealand → 1999 Dunkerque Express II → 2002 Hemo → 2008 in Stettin zum Versuchsschiff ACS Demonstrator umgebaut, im September 2013 in Stettin verschrottet                                                         |               |
| Odin                                                      | 691           | 7422037       | 14.04.1975 04.06.1975  | Horstmann, Stahmer & Lühnstedt, Jork | 1981 Eco Liz → 1983 Odin → 1985 Anund, am 6. Mai 2011 zum Abbruch in Liepāja eingetroffen |               |
| Patria                                                    | 706           | 7422051       | 12.05.1975 18.06.1975  | Gerd Koppelmann, Wedel               | abgeliefert als American Comanche → 1978 Patria → 1994 Traveberg → 2005 Olga, am 7. August 2013 zum Abbruch in Zhangjiang eingetroffen |               |
| Nautilus                                                  | 747*          | 7431698       | 25.04.1975 25.06.1975  | Hans Hermann Knüppel, Hamburg        | abgeliefert als American Cherokee → 1979 Nautilus → 1988 Coburg → 1996 Umbau zum Flüssiggastanker Hydrogas III → 2004 Yara Gas III → 2016 Iduna, im Februar 2021 zum Abbruch in Grenaa eingetroffen.                                                                      |               |
| Lappland                                                  | 770           | 7431715       | 12.05.1975 30.06.1975  | Claus Speck, Rendsburg               | abgeliefert als Manchester Falcon → 1976 Lappland → 1979 Yankee Clipper → 1993 Lappland → 1997 La Rochelle Express → 2002 Windland → 2010 Lizard → 2012 Rexton, am 16. August 2015 zum Abbruch in Aliağa eingetroffen                                                     |               |
| Komet                                                     | 745*          | 7431686       | 15.08.1975 16.09.1975  | Henry Gerdau, Hamburg                | abgeliefert als Saracen Prince → 1976 Komet 1 → 1978 Bourgogne → 1989 Heinrich Behrmann → 2004 Karina Kokoeva → 2005 Karina K. → 2007 Lady Amneh → 2010 Steamer, am 7. August 2014 zum Abbruch in Aliağa eingetroffen                                                     |               |
| Germania                                                  | 783*          | 7504158       | 14.11.1975 14.12.1975  | Gerd Koppelmann, Wedel               | abgeliefert als Donar → 1979 Navigia → 4/1990 Dana Navigia → 10/1990 DFL Hamburg → 1994 Navigia → 2006 Joy Star → 2011 Spartacus → 2013 Umbau zum Viehtransporter Trust 1, so 2023 in Fahrt                                                                               |               |
| Hove                                                      | 776*          | 7500786       | 07.02.1976 06.03.1976  | Arnold Fischer, Hamburg              | 1991 Domar → 2000 Vingaren → 2002 Viola → 2006 Nika → 2008 Ladybird, am 27. Mai 2011 zum Abbruch in Aliağa eingetroffen |               |
| Elbstrom                                                  | 781           | 7510688       | 10.04.1976 07.05.1976  | Reinhold Nibbe, Hamburg              | 1979 Aros Athene → 1982 Elbstrom → 1983 Aros Athene → 1984 Elbstrom → 1985 Aros Athene → 1986 Elbstrom → 1987 Erika → 1987 Alybelle → 1990 Farrsund Supplier → 1993 Rosen → 1996 Rozen, ab 2013 Auflieger in Mombasa, 2019 im desolaten Zustand und vom Eigner aufgegeben |               |
| Ikaria                                                    | 708           | 7510676       | 08.06.1976 03.07.1976  | Harms & Gährs, Jork                  | 1986 Taras → 1995 Tinka → 2003 Sea Fox → 2005 Vega → 2011 Sarma 1 → 2013 Sea Royal → 2020 Fatima A → 2021 Abbruch in Gadani |               |
| Seefalke                                                  | 785*          | 7510690       | 10.09.1976 16.10.1976  | Baumgarten & Raab, Grünendeich       | 1985 Jorund → 2009 Bushra Pride → 2011 Blue Sky M, am 30. Dezember 2014 von der italienischen Küstenwache aufgebracht, am 21. Dezember 2015 zum Abbruch nach Tarent geschleppt                                                                                            |               |
| Jacob Becker                                              | 787           | 7528506       | 03.10.1976 03.11.1976  | Arnold & Bernd Becker, Jork          | 1986 Gotland → 1987 Pico Grande → 2000 Weserberg → 2004 Skadi, am 26. März 2014 zum Abbruch in Klaipėda eingetroffen |               |
| Canopus                                                   | 794           | 7528518       | 08.10.1976 19.11.1976  | Gebr. Eckert, Hamburg                | 1995 Stefanie → 1996 Stina → ab 2002 nach Motorschaden zwei Jahre lang Auflieger in Stettin → 2005 Livia, am 18. Juni 2017 zum Abbruch in Grenaa eingetroffen |               |
| Cuxhaven                                                  | 769           | 7530250       | 30.10.1976 05.12.1976  | Walter Meyer, Hammelwöhrden          | 2000 Alexandra → 2006 Uruguay Feeder, Zustand 2023 unklar |               |
| Jan Kahrs                                                 | 750*          | 7611547       | 22.12.1976 26.01.1977  | Johann Kahrs, Stade                  | 1986 Hamburg → 1988 Commander Clipper → 1990 Dana Iberia → 1991 Duke → 1997 Lem Alfa → 2003 Vima Alfa → 2006 Uni K → 2013 Umbau zum Viehtransporter Youzarsif H → 2018 Nader A, so 2023 in Fahrt                                                                          |               |
| Carina                                                    | 782           | 7605861       | 15.01.1977 15.02.1977  | Hans Peter Wegener, Hove             | 1989 Baltic Sea → 2013 Baltic Sea I → 2013 Altic → 2016 Kristiana → 2017 Cheka 1, im April 2019 zum Abbruch in Bahía Honda eingetroffen |               |
| Rosita Maria                                              | 810           | 7605873       | 27.01.1977 03.03.1977  | Otto Nagel, Lübeck                   | 2002 Rosita → 2009 Axiom 2 → 2012 Rania, Zustand 2023 unklar |               |
| Orion                                                     | 811           | 7601073       | 15.02.1977 12.03.1977  | Horstmann & Lühnstedt, Hamburg       | 1990 Susan Borchard → 1991 Gerlin → 2001 Sandra → 2/2011 Altarek II → 8/2011 Blue Sky S → 2013 Umbau zum Viehtransporter Youzarsif II → 2018 Bruna → 2021 Elita → 2022 Darla, so 2023 in Fahrt                                                                            |               |
| Baunummer mit * = Schiff wurde auf der Norderwerft gebaut |               |               |                        |                                      | |               |